# Begonia brachybotrys
Espèce
Synonymes
- Begonia brachyptera Merr. & L.M.Perry[1]

Begonia brachybotrys est une espèce de plantes de la famille des Begoniaceae.
L'espèce fait partie de la section Petermannia.
Elle a été décrite en 1943 par Elmer Drew Merrill (1876-1956) et Lily May Perry (1895-1992).

## Répartition géographique
Cette espèce est originaire du pays suivant : New Guinea.